# الاپالی
الاپالی (به انگلیسی: Allapalli) یک منطقه مسکونی زیبا و سرسبز در ایالت مهاراشترا در هند است. این منطقه مسکونی که در میان مناظر طبیعی خیره‌کننده کوه‌های ساتپورا قرار دارد، مکانی آرام و دلنشین است که طبیعتی بکر و دست‌نخورده دارد. 
تاریخ الاپالی به قرن هجدهم میلادی بازمی‌گردد، زمانی که این منطقه روستایی بکر و دست‌نخورده بود و قبایل بومی در آن زندگی می‌کردند. با گذشت زمان، الاپالی رشد کرد و به یک جامعه پویا تبدیل شد، اما همچنان اصالت و سادگی خود را حفظ کرد.
این منطقه به خاطر طبیعت زیبا و جنگل‌های سرسبز خود معروف است و فرصت‌های بی‌نظیری برای فعالیت‌های تفریحی در فضای باز مانند پیاده‌روی در جنگل‌ها، پرنده‌نگری، و پیک‌نیک ارائه می‌دهد. همچنین، الاپالی خانه گونه‌های متنوعی از گیاهان و جانوران است که آن را به بهشتی برای طبیعت‌گرایان و عکاسان تبدیل کرده است.
یکی از ویژگی‌های برجسته الاپالی، فرهنگ غنی و میراث تاریخی آن است. این منطقه خانه قبایل مختلف با آداب و رسوم منحصر به فرد خود است که به حفظ سنت‌ها و فرهنگ خود افتخار می‌کنند. جشنواره‌ها و جشن‌های رنگارنگ الاپالی، مانند جشنواره harvest و جشنواره‌های مذهبی، بازدیدکنندگان زیادی را از سراسر منطقه به خود جذب می‌کنند.
الاپالی همچنین به خاطر صنایع دستی زیبا و با کیفیت خود شناخته می‌شود، از جمله پارچه‌های دستباف، مجسمه‌های چوبی و سفالگری. هنرمندان محلی با مهارت و استعداد خود، آثار هنری شگفت‌انگیزی خلق می‌کنند که بازتاب میراث فرهنگی غنی این منطقه هستند.
این منطقه مسکونی به خاطر سیستم آموزشی با کیفیت خود نیز شناخته می‌شود. الاپالی دارای مدارس ابتدایی و متوسطه‌ای است که آموزش‌های عالی به کودکان ارائه می‌دهند. همچنین، نزدیکی این منطقه به مراکز آموزشی معتبر در مهاراشترا، آن را به مکان ایده‌آلی برای خانواده‌هایی تبدیل کرده است که به دنبال فرصت‌های آموزشی برتر هستند.
علاوه بر این، الاپالی به خاطر کشاورزی و باغداری پر رونق خود نیز معروف است. مزارع چای، قهوه و ادویه الاپالی در سراسر هند شناخته شده هستند و محصولات با کیفیت بالا و خوشمزه‌ای تولید می‌کنند. این منطقه همچنین خانه مزارع بزرگ درختان ساج است که چوب با کیفیت بالا برای صنایع چوب‌بری فراهم می‌کنند.
در مجموع، الاپالی هند، مکانی آرام و زیبا برای زندگی است که ترکیبی جذاب از طبیعت سرسبز، فرهنگ غنی و فرصت‌های آموزشی و اقتصادی را ارائه می‌دهد. این منطقه مسکونی، مقصدی ایده‌آل برای کسانی است که به دنبال زندگی در محیطی آرام و سرشار از زیبایی‌های طبیعی و فرهنگی هستند.